# Медан-Куаланаму (аеропорт)
Kualanamu International Airport (індонез. Bandar Udara Internasional Kualanamu) (IATA: KNO, ICAO: WIMM) — міжнародний аеропорт, який обслуговує Медан, Індонезію та інші частини Північної Суматри. Він розташований у Делісердангу, за 23 км на схід від центру міста Медан. Куаланаму — третій за величиною аеропорт в Індонезії після Джакарти Сукарно-Хатта і Бандунґ Кертаджаті, п’ятий за завантаженістю аеропорт в Індонезії станом на 2018 рік, а також перший індонезійський аеропорт, який отримав чотири зірки від Skytrax.
Аеропорт був відкритий для публіки 25 липня 2013 року, переносячи всі рейси та послуги з старого міжнародного аеропорту Полонія (зараз аеропорт Полонія працює як авіабаза Індонезійських ВПС і її назва - Авіабаза Сувондо). Аеропорт Полонія розташовується в центрі Медана і вважався небезпечним. Аеропорт був побудований на місці колишньої плантації пальмової олії компанії Perkebunan Nusantara і Tanjung Morawa. Очікується, що аеропорт стане новим міжнародним транзитним центром на Суматрі та західній частині Індонезії. Це частина програми центрального уряду Індонезії «Генеральний план прискорення та розширення економічного розвитку Індонезії» (MP3EI). Аеропорт також розглядався як кандидат на Єдиний авіаційний ринок АСЕАН (ASEAN-SAM).політика відкритого неба серед країн-членів у регіоні Південно-Східної Азії, починаючи з 2015 року.